# ستيفاني فارسي
ستيفاني فارسي (بالإنجليزية: Stephanie Faracy)‏ هي ممثلة أمريكية، ولدت في 1952 ببروكلين في الولايات المتحدة.

## أعمال

### أفلام
- (1978) السماء بإمكانها الانتظار[5]
- (2004) طرق جانبية[6]
- (2005) خطة رحلة
- (2011) معلمة سيئة[7]
- (2016) مايك وديف يحتاجان مواعيد لحفل زفاف[8]

### مسلسلات
- كاسل
- كيف قابلت أمكما
- مودرن فاميلي

## وصلات خارجية
- ستيفاني فارسي على موقع IMDb (الإنجليزية)
- ستيفاني فارسي على موقع ألو سيني (الفرنسية)
- ستيفاني فارسي على موقع أول موفي (الإنجليزية)
- ستيفاني فارسي على موقع قاعدة بيانات الأفلام السويدية (السويدية)
- ستيفاني فارسي على موقع قاعدة بيانات الفيلم (الإنجليزية)
- ستيفاني فارسي على موقع كينوبويسك (الروسية)